# نوراپ
نوراپ (به مجاری:  Nóráp) یک شهرداری در مجارستان است که در ناحیه پاپا واقع شده‌است. نوراپ ۷٫۵۸ کیلومتر مربع مساحت و ۲۲۰ نفر جمعیت دارد.